# Draft 1985 de la NFL
1984 1986
La draft 1985 de la NFL est une draft de la National Football League, permettant aux franchises de football américain de sélectionner des joueurs universitaires éligibles pour jouer professionnels. Ce repêchage a eu lieu du 30 mai au 1er avril 1985 au Park Central Hotel (en) à New York,. La ligue organise également une draft supplémentaire après la régulière et avant le début de la saison, les 2 juillet et 22 août 1985.
Sélectionné par les Bills de Buffalo, Bruce Smith est le premier choix de la draft. Les six premiers choix sont sélectionnés à au moins un Pro Bowl et trois des 16 premiers choix - Bruce Smith, Chris Doleman et Jerry Rice - sont intronisés au Pro Football Hall of Fame.
Pour la deuxième saison consécutive, aucun quarterback n'est choisi lors du premier tour, bien que le quarterback des Hurricanes de Miami, Bernie Kosar, soit sélectionné par les Browns de Cleveland lors de la draft supplémentaire plusieurs mois plus tard.

## Draft
La Draft se compose de 12 tours, qui permettent 28 choix chacun (soit un par équipe en principe). L'ordre des franchises est normalement décidé pour chaque tour par leurs résultats au cours de la saison précédente : plus une équipe réussit sa saison, plus son choix de draft sera tardif, et inversement. Par exemple, les Bills de Buffalo, avec le pire bilan de la saison 1984 avec 2 victoires contre 14 défaites, obtiennent le premier choix de draft et le premier choix de chaque tour. À l'inverse les 49ers de San Francisco, vainqueurs du Super Bowl XIX et donc champions en titre, obtiennent le dernier choix de chaque tour.
Les choix de draft peuvent aussi être échangés entre les équipes, contre d'autres choix de draft ou même des joueurs, ce qui explique que certaines franchises aient plusieurs choix ou même aucun durant un tour.
Les franchises peuvent enfin recevoir des choix de compensations en fin de tour, qui permettent à des équipes ayant perdu plus de joueurs qu'ils ne pouvaient en acquérir à l'inter-saison d'effectuer une sélection supplémentaire.
Légende :
- ° : Intronisé au Pro Football Hall of Fame
- † : Joueur sélectionné pour le Pro Bowl

### 1ertour
Les joueurs choisis au premier tour :
| Choix | Équipe                             | Joueur                 | Position         | Université                               | Notes                        |
| ----- | ---------------------------------- | ---------------------- | ---------------- | ---------------------------------------- | ---------------------------- |
| 1     | Bills de Buffalo                   | Bruce Smith °          | Defensive end    | Hokies de Virginia Tech                  | ,                            |
| 2     | Falcons d'Atlanta                  | Bill Fralic (en) †     | Offensive guard  | Panthers de Pittsburgh                   | Oilers → Vikings, → Falcons, |
| 3     | Oilers de Houston                  | Ray Childress (en) †   | Defensive tackle | Aggies de Texas A&M                      | Vikings → Oilers             |
| 4     | Vikings du Minnesota               | Chris Doleman °        | Defensive end    | Panthers de Pittsburgh                   | Falcons → Vikings,           |
| 5     | Colts d'Indianapolis               | Duane Bickett (en) †   | Linebacker       | Trojans d'USC                            |                              |
| 6     | Lions de Détroit                   | Lomas Brown (en) †     | Offensive tackle | Gators de la Floride                     | [ Note 3 ]                   |
| 7     | Packers de Green Bay               | Ken Ruettgers (en)     | Offensive tackle | Trojans d'USC                            | Browns → Bills, → Packers,   |
| 8     | Buccaneers de Tampa Bay            | Ron Holmes (en)        | Defensive end    | Huskies de Washington                    |                              |
| 9     | Eagles de Philadelphie             | Kevin Allen (en)       | Offensive tackle | Hoosiers de l'Indiana                    |                              |
| 10    | Jets de New York                   | Al Toon (en) †         | Wide receiver    | Badgers du Wisconsin                     |                              |
| 11    | Oilers de Houston                  | Richard Johnson (en)   | Cornerback       | Badgers du Wisconsin                     | Saints → Oilers,             |
| 12    | Chargers de San Diego              | Jim Lachey (en) †      | Offensive tackle | Buckeyes d'Ohio State                    | [ Note 6 ]                   |
| 13    | Bengals de Cincinnati              | Eddie Brown (en) †     | Wide receiver    | Hurricanes de Miami                      |                              |
| 14    | Bills de Buffalo                   | Derrick Burroughs (en) | Cornerback       | Tigers de Memphis                        | Packers → Bills              |
| 15    | Chiefs de Kansas City              | Ethan Horton (en) †    | Tight end        | Tar Heels de la Caroline du Nord         |                              |
| 16    | 49ers de San Francisco             | Jerry Rice °           | Wide receiver    | Delta Devils de Mississippi Valley State | Patriots → 49ers,            |
| 17    | Cowboys de Dallas                  | Kevin Brooks (en)      | Defensive end    | Wolverines du Michigan                   |                              |
| 18    | Cardinals de Saint-Louis           | Freddie Joe Nunn (en)  | Linebacker       | Rebels d'Ole Miss                        |                              |
| 19    | Giants de New York                 | George Adams (en)      | Running back     | Wildcats du Kentucky                     | [ Note 8 ]                   |
| 20    | Steelers de Pittsburgh             | Darryl Sims (en)       | Defensive end    | Badgers du Wisconsin                     |                              |
| 21    | Rams de Los Angeles                | Jerry Gray (en) †      | Cornerback       | Longhorns du Texas                       |                              |
| 22    | Bears de Chicago                   | William Perry          | Defensive tackle | Tigers de Clemson                        | [ Note 9 ]                   |
| 23    | Raiders de Los Angeles             | Jessie Hester (en)     | Wide receiver    | Seminoles de Florida State               |                              |
| 24    | Saints de La Nouvelle-Orléans      | Alvin Toles (en)       | Linebacker       | Volunteers du Tennessee                  | Redskins → Saints,           |
| 25    | Bengals de Cincinnati              | Emanuel King (en)      | Linebacker       | Crimson Tide de l'Alabama                | Seahawks → Bengals,          |
| 26    | Broncos de Denver                  | Steve Sewell           | Running back     | Sooners de l'Oklahoma                    |                              |
| 27    | Dolphins de Miami                  | Lorenzo Hampton (en)   | Running back     | Gators de la Floride                     |                              |
| 28    | Patriots de la Nouvelle-Angleterre | Trevor Matich (en)     | Centre           | Cougars de BYU                           | 49ers → Patriots             |

#### Échanges1ertour
1. ↑    1. 2 Les Vikings échangent leurs choix de premier et deuxième tours (3e et 30e) avec les Oilers pour un choix de premier tour (2e).
2. ↑    1. 2 Les Falcons échangent leurs choix de premier et troisième tours (4e et 60e) avec les Vikings pour un choix de premier tour (2e).
3. ↑    1. 3 voir #2 Oilers → Vikings
4. ↑    1. 4 voir #2 Vikings → Falcons
5. ↑    1. 7 Green Bay échange ses choix de premier et deuxième tours (14e et 42e) de 1985 avec Buffalo pour un choix de premier tour (7e) en 1985 et un choix de quatrième tour (84e) de la draft 1986.
6. ↑    1. 11 Houston envoie Earl Campbell à La Nouvelle-Orléans pour un choix de premier tour (11e).
7. ↑    1. 14 voir #7 Bills → Packers
8. ↑    1. 16 San Francisco échange ses choix de premier, deuxième et troisièrme tours (28e, 56e et 84e) avec la Nouvelle-Angleterre pour des choix de premier et troisième tours (16e et 75e).
9. ↑    1. 24 La Nouvelle-Orléans échange George Rogers et des choix de cinquième, dixième et onzième tours (122e, 263e et 290e) avec Washington pour un choix de premier tour (24e).
10. ↑    1. 25 Cincinnati envoie Blair Bush (en) à Seattle contre un choix de premier tour (25e).
11. ↑    1. 28 voir #16 Patriots → 49ers

### Joueurs notables sélectionnés dans les tours suivants
| Choix | Équipe                             | Joueur                  | Position        | Université                              | Notes             |
| ----- | ---------------------------------- | ----------------------- | --------------- | --------------------------------------- | ----------------- |
| 34    | Lions de Détroit                   | Kevin Glover (en) †     | Centre          | Terrapins du Maryland                   |                   |
| 37    | Eagles de Philadelphie             | Randall Cunningham †    | Quarterback     | Rebels d'UNLV                           |                   |
| 68    | Saints de La Nouvelle-Orléans      | Jack Del Rio †          | Linebacker      | Trojans d'USC                           |                   |
| 77    | Rams de Los Angeles                | Dale Hatcher (en) †     | Punter          | Tigers de Clemson                       |                   |
| 84    | Patriots de la Nouvelle-Angleterre | Audray McMillian (en) † | Defensive back  | Cougars de Houston                      | 49ers → Patriots  |
| 86    | Bills de Buffalo                   | Andre Reed °            | Wide receiver   | Golden Bears de Kutztown (en)           | ,                 |
| 96    | Chargers de San Diego              | Ralf Mojsiejenko (en) † | Kicker          | Spartans de Michigan State              |                   |
| 100   | Giants de New York                 | Mark Bavaro (en) †      | Tight end       | Fighting Irish de Notre-Dame            |                   |
| 104   | Cardinals de Saint-Louis           | Ron Wolfley (en) †      | Fullback        | Mountaineers de la Virginie-Occidentale |                   |
| 113   | Rams de Los Angeles                | Kevin Greene °          | Linebacker      | Tigers d'Auburn                         | Bills → Rams,     |
| 114   | Cowboys de Dallas                  | Herschell Walker †      | Running back    | Bulldogs de la Géorgie                  | Oilers → Cowboys, |
| 142   | Vikings du Minnesota               | Steve Bono (en) †       | Quarterback     | Bruins d'UCLA                           |                   |
| 158   | Cardinals de Saint-Louis           | Jay Novacek †           | Tight end       | Cowboys du Wyoming                      |                   |
| 179   | Saints de La Nouvelle-Orléans      | Eric Martin (en) †      | Wide receiver   | Tigers de LSU                           |                   |
| 195   | Dolphins de Miami                  | Fuad Reveiz (en) †      | Kicker          | Volunteers du Tennessee                 |                   |
| 226   | Oilers de Houston                  | Steve Tasker †          | Wide receiver   | Wildcats de Northwestern                |                   |
| 274   | Rams de Los Angeles                | Duval Love (en) †       | Offensive guard | Bruins d'UCLA                           |                   |
| 285   | Rams de Los Angeles                | Doug Flutie †           | Quarterback     | Eagles de Boston College                | Colts → Rams,     |
| ND    | Bills de Buffalo                   | Scott Norwood †         | Kicker          | Dukes de James Madison                  |                   |
| ND    | Broncos de Denver                  | Greg Kragen (en) †      | Nose tackle     | Aggies d'Utah State                     |                   |
| ND    | Giants de New York                 | Sean Landeta †          | Punter          | Tigers de Towson                        |                   |
| ND    | Seahawks de Seattle                | Eugene Robinson (en) †  | Safety          | Raiders de Colgate                      |                   |

#### Échanges tours suivants
1. ↑    1. 56 voir #16 Patriots → 49ers
2. ↑    1. 113 Les Rams envoient Preston Dennard (en) aux Bills pour un choix de cinquième tour (113e).
3. ↑    1. 114 Dallas échange Butch Johnson (en) et un choix de deuxième tour (54e) de la draft 1984 avec Houston pour Mike Renfro (en), un choix de deuxième tour (40e) en 1984 et un choix de cinquième tour en 1985 (114e).
4. ↑    1. 285 Les Rams envoient George Radachowsky (en) aux Colts pour un choix de onzième tour (285e).

### Draft supplémentaire
Une draft supplémentaire a lieu le 2 juillet et le 22 août 1985. Pour chaque joueur sélectionné dans la draft supplémentaire, l’équipe perd son choix lors de ce tour dans la draft de la saison suivante. Les Browns décident de faire un choix de premier tour et les 49ers de huitième tour.
| Tour | Équipe                 | Joueur           | Position     | Université                 | Note            |
| ---- | ---------------------- | ---------------- | ------------ | -------------------------- | --------------- |
| 1    | Browns de Cleveland    | Bernie Kosar †   | Quarterback  | Hurricanes de Miami        | Bills → Browns, |
| 8    | 49ers de San Francisco | Roosevelt Snipes | Running back | Seminoles de Florida State | ,               |